# Gioacchino Pizzi

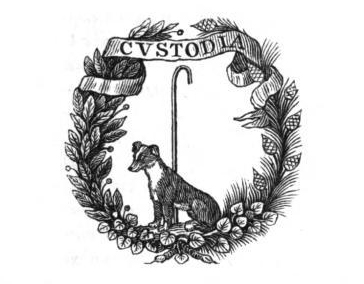
Custode dell'Arcadia

Gioacchino Pizzi (Roma, 1716 – Roma, 8 settembre 1790) è stato un poeta e arcade italiano.

## Biografia
L'abate Giocchino Pizzi fu per diciotto anni, dal 1772 all'8 settembre 1790 (giorno della sua morte) custode generale dell'Arcadia, dove era entrato col nome di Nivildo Amarinzio e di cui per alcuni anni era stato pro custode. Era segretario del cardinale Marcantonio Colonna, vicario di Roma. Poeta prolifico, ha scritto sonetti e poemi d'occasione, indirizzati a papa Benedetto XIV per l'Anno Santo del 1775, a Clemente XIII per il suo possesso, al nuovo pontefice Pio VI in occasione della sua elezione, ai duchi di Savoia. Era accademico della Crusca e dell'Accademia di San Luca. I suoi versi aprono uno spaccato sulla vita mondana e religiosa, su nozze decessi e altri eventi, a Roma, nel maturo Settecento.
Fu al centro del dissidio sulla incoronazione in Campidoglio di Corilla Olimpica, dissidio che provocò una scissione dell'Arcadia e la creazione dell'Accademia dei Forti da parte di Arcadi dissidenti, e che produsse satire e fogli volanti pieni di invettive, di caricature, di insinuazioni e di frecciate, all'indirizzo dello stesso Pizzi, di Corilla Olimpica e perfino del neoeletto papa Pio VI.
È stato autore di alcuni libretti d'opera, tra cui: il Componimento del giorno natalizio di Don Carlo di Borbone, 1742 e Amor prigioniero, 1752, musicati da Giovanni Battista Costanzi; il dramma per musica con danze Il gran Cid, con il quale Giovanni Paisiello debuttò alla Pergola di Firenze il 3 novembre 1775 e che fu rappresentato al Teatro di San Carlo il 12 gennaio 1780, per festeggiare la nascita di Ferdinando IV di Borbone; Il traffico de' masnadieri co' mercanti turchi, musicato da Salvatore Viganò che è stato anche il coreografo delle tre danze.
Un suo ritratto, opera firmata da Vincenzo Milione e datata 27 settembre 1790 (quindi dipinta dopo la morte di Pizzi), si conserva, in deposito dell'Arcadia, al Museo di Roma a palazzo Braschi.

### Altre opere

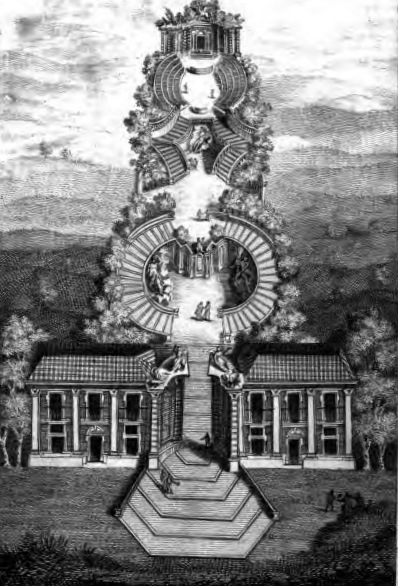
Accademia dell'Arcadia, Bosco Parrasio

- Discorso sulla poesia tragica e comica.
- La Visione dell’Eden, poema.
- Per la venuta in Roma del celebre maestro di Cappella il signor Niccolo Jomelli, ode, 1739.
- Il tempio della fama, canto per principe Luigi Gonzaga di Castiglione.
- Per la ricuperata salute di sua eccellenza il signor ambasciator di Venezia Pier-Andrea Cappello, versi.
- Alla ill.ma signora marchesa Laura Astalli per le sue felicissime nozze coll'ill.mo signor barone Pietro Enrico Testa Piccolomini, ode, 1765.
- L'educazione di Achille, canzone.
- Per l'egregio ritratto di sua eccellenza la signora donna Isabella Parreno marchesa de Llanos dipinta in abito da maschera dal celebre sig. cavalier Mengs primo pittore di S. M. cattolica, post, 1770.
- Per la statuetta di bronzo rappresentante un nobil fanciuletto etrusco della famiglia Veluma ritrovata nella campagna della città Tarquinia presso Corneto e donata alla santità di nostro signore Clemente 14. ad ornamento del Museo Vaticano da monsignore illustrissimo e reverendissimo Francesco Carrara,  sonetto, 1771.
- La pace sonetto estemporaneo di Gioacchino Pizzi recitato nel Bosco Parrasio sul Gianicolo alle dame romane pastorelle d'Arcadia che intervennero all'adunanza tenuta ad onore di esse Domenica 16 Settembre 1770, sonetto, 1770.
- A monsignore d. Ferdinando Spinelli chierico della Rev. Cam. Apost. e presidente della Grascia pel suo felice ristabilimento in salute, versi sciolti, 1772.
- La gara divota componimento sacro per musica per la festa dell'Assunzione di Maria Vergine, 1772.
- In morte di sua eccellenza il signor d. Ferdinando Spinola duca del sesto dei marchesi de Los Balbases, ode, 1767.
- La fortuna canto di Gioacchino Pizzi romano pro-custode generale d'Arcadia ed accademico del disegno in san Luca recitato nel Campidoglio in lode delle belle arti pel solenne concorso dell'anno 1771.
- Per le nozze degli eccellentissimi signori don Abbondio Rezzonico senatore di Roma e donna Ipolita Boncompagni Ludovisi, canzone.
- Creso, dramma per musica. Da rappresentarsi nel nobilissimo teatro di San Samuele la fiera dell'ascensione dell'anno 1788, musica di Pietro Terziani.